# Jacques Gillon
Jacques Gillon est un homme politique français né le 12 juillet 1762 à Troyon (Meuse) et décédé le 24 décembre 1842 à Bar-le-Duc (Meuse).
Avocat à Nancy en 1784, puis à Bar-le-Duc en 1788, il est administrateur du district en 1792, puis juge au tribunal de district en 1794 et administrateur du département en 1795. Partisan du coup d'État du 18 Brumaire, il devient secrétaire général de la préfecture de la Meuse en 1800. Il est député de la Meuse en 1815, pendant les Cent-Jours.

## Sources
- « Jacques Gillon », dans Adolphe Robert et Gaston Cougny, Dictionnaire des parlementaires français, Edgar Bourloton, 1889-1891 [détail de l’édition]